# 1988 UV
1988 UV är en asteroid i huvudbältet som upptäcktes den 18 oktober 1988 av de båda japanska astronomerna Seiji Ueda och Hiroshi Kaneda i Kushiro.
Asteroiden har en diameter på ungefär 4 kilometer.